# Uranothauma delatorum
Uranothauma delatorum е вид пеперуда от семейство Синевки (Lycaenidae). Видът не е застрашен от изчезване.

## Разпространение
Разпространен е в Бурунди, Демократична република Конго, Етиопия, Кения, Танзания, Уганда и Южен Судан.

## Описание
Популацията на вида е стабилна.